# Oberwil im Simmental
Oberwil im Simmental (toponimo tedesco) è un comune svizzero di 797 abitanti del Canton Berna, nella regione dell'Oberland (circondario di Frutigen-Niedersimmental).

## Geografia fisica
Oberwil im Simmental si trova nella Simmental.

## Monumenti e luoghi d'interesse

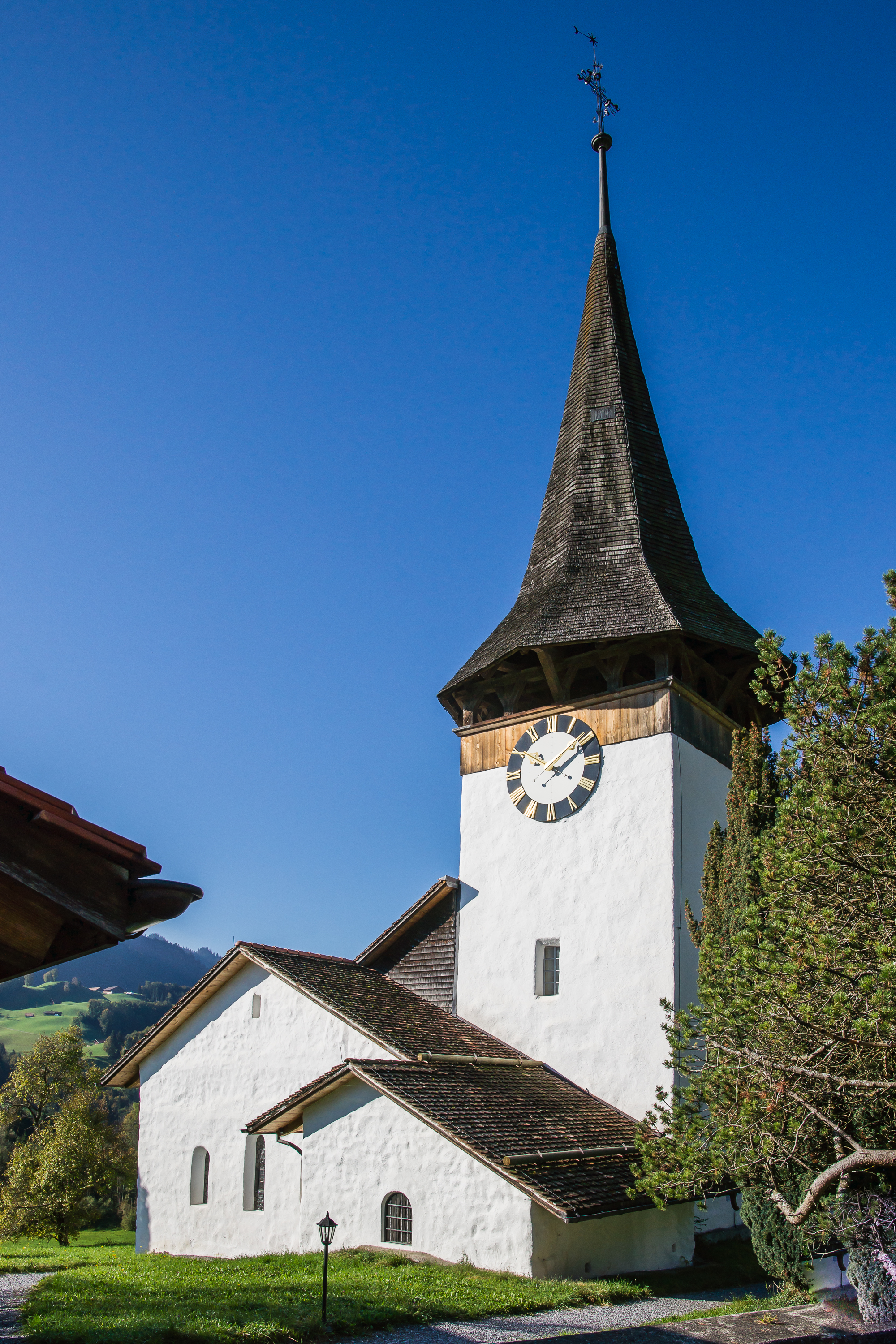
La chiesa riformata

- Chiesa riformata (già di San Maurizio), eretta nel XIII secolo e ricostruita nel XIV-XV secolo[1].

## Società

### Evoluzione demografica
L'evoluzione demografica è riportata nella seguente tabella:
Abitanti censiti

## Infrastrutture e trasporti
Oberwil im Simmental è servito dall'omonima stazione sulla ferrovia Spiez-Zweisimmen.

## Amministrazione
Ogni famiglia originaria del luogo fa parte del cosiddetto comune patriziale e ha la responsabilità della manutenzione di ogni bene ricadente all'interno dei confini del comune.